# Vilaboa
Vilaboa es un municipio de la provincia de Pontevedra, en la comunidad autónoma de Galicia, en España.

## Geografía física
Integrado en la comarca de Pontevedra, la capital del municipio, O Toural, se sitúa a 9 kilómetros de la capital provincial. 
El término municipal está atravesado por la Autopista del Atlántico (AP-9), por la carretera nacional N-550, entre los pK 127 y 132, por la carretera nacional N-554, que se dirige hacia Vigo, y por carreteras locales que permiten la comunicación entre las parroquias y con los municipios vecinos de Pontevedra, Marín y Moaña. 
El relieve del municipio está definido por las sierras que rodean la ría de Vigo, en la ensenada de San Simón. La altitud oscila entre los 628 metros en la serra de Domaio, en el límite con Marín y Moaña, y el nivel del mar en la ensenada de San Simón. La capital municipal, O Toural, se alza a 34 metros sobre el nivel del mar. 
| Noroeste: Marín y Pontevedra | Norte: Pontevedra | Nordeste: Pontevedra              |
| Oeste: Marín                 |                   | Este: Pontevedra                  |
| Suroeste: Moaña              | Sur: Ría de Vigo  | Sureste: Pontevedra y Ría de Vigo |

### Clima
El clima de Vilaboa es atlántico. Se caracteriza por sus inviernos lluviosos y frescos, con temperaturas que varían desde los -5 °C durante la noche en las partes más altas, hasta 12 °C por el día, y sus veranos cálidos, con temperaturas máximas entre 30 °C y 36 °C.

## Geografía humana

### Demografía
Cuenta con una población de 5869 habitantes (INE 2024).
| Gráfica de evolución demográfica de Vilaboa entre 1842 y 2021                                                         |
| |
| Población de derecho según los censos de población del INE. Población de hecho según los censos de población del INE. |

### Parroquias
Parroquias que forman parte del municipio:
- Bértola (Santa Columba)
- Cobres (San Adrián)
- Figueirido (San Andrés)
- Santa Cristina de Cobres (Santa Cristina)
- Vilaboa (San Martín)

El núcleo más poblado es Larache, en la parroquia de Santa Cristina de Cobres y su capital municipal corresponde al lugar de O Toural, en la  parroquia de San Martín de Vilaboa.

## Corporación Municipal
| Resultado elecciones municipales del 25 de mayo de 2015 en Vilaboa |       |            |            |
| Nombre                                                             | Votos | Porcentaje | Concejales |
| Partido dos Socialistas de Galicia                                 | 1.310 | 41.12%     | 6          |
| Bloque Nacionalista Galego                                         | 985   | 30.92%     | 4          |
| Partido Popular de Galicia                                         | 823   | 25.83%     | 3          |

## Festividades
La fiesta más popular de Vilaboa es el carnaval, que se celebra en dos parroquias, San Adrián y Santa Cristina. Los personajes más populares son las "madamas" y los "galáns", que van con unos espectaculares trajes. También hay la llamada  "corrida do galo", acontecimiento donde se trata de atrapar a un gallo(actualmente de plástico) con algunas condiciones. La fiesta termina con el "Sermón del carnaval", en el que un predicador relata los hechos ocurridos en el pueblo durante el año.